# Динер, Готфрид
Готфрид Динер (нем. Gottfried Diener, 1 ноября 1926 — 26 мая 2015) — швейцарский бобслеист, разгоняющий, выступавший за сборную Швейцарии в середине 1950-х годов. Чемпион зимних Олимпийских игр 1956 года в Кортина-д’Ампеццо, двукратный чемпион мира.

## Биография
С ранних лет увлёкся спортом, позже заинтересовался бобслеем и прошёл отбор в национальную сборную Швейцарии, присоединившись к ней в качестве разгоняющего. Сразу стал показывать впечатляющие результаты, в 1954 году одержал победу на чемпионате мира в итальянском Кортина-д’Ампеццо, приехав первым среди четвёрок, год спустя повторил это достижение на мировом первенстве в Санкт-Морице.
Благодаря этим победам удостоился права защищать честь страны на Олимпийских играх 1956 года в Кортина-д’Ампеццо, где в составе экипажа, куда также вошли пилот Франц Капус с разгоняющими Робером Алем и Генрихом Ангстом, завоевал золотую медаль. Конкуренция в сборной на тот момент сильно возросла, поэтому вскоре после этих соревнований Готфрид Динер принял решение завершить карьеру профессионального спортсмена, уступив место молодым швейцарским бобслеистам. С 1965 года по 1999-й занимал пост президента Международного союза стрельбы из арбалета, в 2006 году ему присвоили звание почётного президента этой организации.